# Бахрамтепе
Бахрамтепе (азерб. Bəhrəmtəpə) — посёлок городского типа в Имишлинском районе Азербайджана, на левом берегу реки Аракс.
Посёлок Бахрамтепе до 1992 года носил название Бирмай (азерб. Bir May, бир — один, май — месяц весны, Бирмай — первое мая).
На территории современного Бахрамтепе в 1959 году на реке Араз был спроектирован гидроузел, каналы которого снабжают Имишлиский, Сабирабадский и Билясуварский районы. Вблизи посёлка построено Бахрамтепенское водохранилище.
На территории, окружающая Бахрамтепе, имеются останки некоторых исторических памятников. Так в 2 км к северо-западу от посёлка находится мельница, относящиеся к IX—XIII вв., а расположенные в 17 км от дороги Бахрамтепе-Билясувар руины Галаджи относятся к XII—XIII вв.
Посёлок соединён железнодорожной веткой с линией Баку — Ереван.
В посёлке находятся, построенные ещё в советское время, гравийные карьеры, завод железобетонных изделий и ГЭС.
В 1989 году в Бахрамтепе проживало 3598 человек, по состоянию на 1 декабря 2008 года — 4089 человек.